# Mikhaïl Kozakov
Pour les articles homonymes, voir Kozakov.
Mikhaïl Mikhaïlovitch Kozakov (en russe : Михаил Михайлович Козаков) est un acteur soviétique, russe puis israélien, de théâtre et de cinéma. Né le 14 octobre 1934 à Léningrad, il meurt le 22 avril 2011 à Ramat Gan, en Israël. Il est lauréat du Prix d'État de l'URSS en 1967 et est fait Artiste du Peuple de la RSFS de Russie en 1980.

## Biographie
Mikhaïl Kozakov naît à Léningrad, le 14 octobre 1934, fils de l'écrivain Mikhaïl Emmanouïlovitch Kozakov (1897-1954) et de la rédactrice en chef de « La maison d'édition des écrivains de Léningrad », Zoïa Aleksandrovna Nikitina (née Gatskevitch, 1902-1973), d'ascendance gréco-serbe et originaire d'Odessa. La mère de Mikhaïl est arrêtée à deux reprises, la première fois en 1937 - en compagnie de sa propre mère, l'artiste Zoïa Dmitrievna Paraskeva-Borissova - toutes les deux sont relâchées en 1938, la seconde fois en 1948.
Pendant l'invasion allemande de l'Union soviétique, Mikhaïl est évacué avec d'autres enfants de Léningrad vers l'oblast de Molotovsk (maintenant kraï de Perm). De 1941 à 1944, il vit à la campagne, dans le raïon de Krasnokamsk. Dès 1945, de retour à Léningrad, il suit les cours de l'école chorégraphique de la ville.
Terminant ses études à l'école pour garçon no 222 (ancienne école Saint-Pierre), il s'inscrit en 1952 à l'École-studio du Théâtre d'Art académique de Moscou, dans la classe de Pavel Massalski. Étudiant en dernière année, il débute au cinéma en interprétant le rôle de Charles Thibault dans le drame politique de Mikhaïl Romm, Le Meurtre de la rue Dante (1956). Mikhaïl suit les cours de Pavel Massalski et sort diplômé de l'École-studio en 1956.
Il joue immédiatement au théâtre Maïakovski (il interprète à 22 ans le rôle d'Hamlet), ce jusqu'en 1959. Il joue ensuite au théâtre Sovremennik, de 1959 à 1970, au théâtre d'art de Moscou, de 1971 à 1972, puis au théâtre sur Malaïa Bronnaïa, de 1972 à 1981. Et encore, au théâtre du Lenkom, depuis 1986.
Mikhaïl Kozakov se souvient être aussi monté sur les planches du théâtre académique de Saratov, dans la pièce de Iouri Petrovitch Kisseliov Une histoire ordinaire.
Dans Le Troisième Coup de téléphone, autobiographie de l'artiste, Mikhaïl Kozakov révèle avoir collaboré avec le KGB, de 1956 à 1988 (chapitre : « Brahms jouera pour moi... »).
En août 1991, Mikhaïl Kozakov reçoit une proposition en or pour un poste en Israël, qu'il accepte, avant de s'installer avec sa famille. Pendant 4 ans il joue en hébreu au Cameri, théâtre municipal de Tel-Aviv. Il crée une troupe qui produira quatre spectacles. En 1992, dans une interview accordée au présentateur ukrainien Dmitri Gordon, le metteur en scène Mark Rudinstein déclare :

« Émigrant en Israël, Kozakov a écrit un livre où il dit avoir quitté la Russie au moment où sont apparus Roudinchtein, Iarmolnik, Kobzon. Ensuite, traversant une passe difficile, Micha est rentré en Russie, annonçant héroïquement qu'il abandonne Israël. Il m'a appelé et s'est alors excusé. »

En 1996, l'artiste retourne en Russie et crée sa propre troupe L'Entreprise Russe Mikhaïl Kozakov. Jusqu'en 2010 il se produit dans des one-man-show (l'un d'entre eux intitulé Pouchkine et sur lui-même), fait des lectures, récite des vers de Joseph Brodsky et d'Anna Akhmatova.
La même année est diagnostiqué un cancer du poumon, jugé inopérable. Mikhaïl suit cependant un traitement au centre médical Chaim Sheba d'Israël (et non dans la ville de Ramat Gan, banlieue de Tel-Aviv, comme l'annoncent les médias). Il meurt le 22 avril 2011, à l'âge de 76 ans. Peu de temps avant sa mort, l'acteur achète un emplacement au cimetière de la Présentation, à Moscou, où repose son père. Il y est enterré, suivant sa dernière volonté.

## Famille
Mikhaïl Kozakov a officiellement eu cinq compagnes et cinq enfants.
De sa première union avec Greta Antonovna Taar, habilleuse à Mosfilm, est née sa fille Katerina en 1957, et son fils Kirill Kozakov en 1962, devenu acteur à son tour.
Sa fille Manana, née en 1969, est le fruit de son union avec Medeïa Berelachvili, artiste de restauration de peintures.
De 1971 à 1988, l'artiste est marié avec Reguina Solomonovna Bykova, traductrice de littérature anglaise vers le russe.
Avec sa quatrième compagne, l'actrice Anna Issaïevna Iampolskaïa (née en 1959 à Kichinev), il a un fils, Mikhaïl, né en 1989, et une fille, Zoïa, née en 1995. Cette union a duré de 1988 à 2003.
Sa dernière épouse, Nadejda Sedova, originaire de Nijni Novgorod, est historienne. Ils sont mariés de 2006 à 2010.

## Rôles au théâtre
- 1951 : Le Revizor de Nicolas Gogol, rôle de Khlestakov

### École-studio du Théâtre d'Art académique de Moscou
- 1954 : Les Erreurs d'une nuit d'Oliver Goldsmith, mise en scène de Viktor Iakovlevitch Stanitsyne
- 1954 : Les Deux Timides vaudeville d'Eugène Labiche, mise en scène d'Alexandre Mikhaïlovitch Komissarov
- 1956 : L'Importance d'être Constant d'Oscar Wilde
- 1956 : Une profonde reconnaissance d'Alexandre Kron, mise en scène de Vassili Petrovitch Markov et Oleg Efremov

### Théâtre d'art de Moscou
- 1954 : Lermontov de Viktor Iakovlevitch Stanitsyne et Iossif Moïsseïevitch Raevski
- 1955 : A la bonne heure ! de Viktor Sergueïevitch Rozov, mise en scène de Iossif Moïsseïevitch Raevski
- 1971 : Valentin et Valentina de Mikhaïl Rochtchine, mise en scène d'Oleg Efremov
- 1971 : Le Compte à rebours d'Alexandre Issaakovitch Guelman, mise en scène d'Oleg Efremov
- 1971 : Un mari idéal d'Oscar Wilde, mise en scène de Viktor Iakovlevitch Stanitsyne

### Théâtre Maïakovski
- 1956 : Hamlet de William Shakespeare, traduction de Mikhaïl Lozinski, mise en scène de Nikolai Okhlopkov
- 1956 : L'Hôtel Astoria d'Alexandre Stein, mise en scène de Nikolaï Okhlopkov
- 1956 : Les Aristocrates d'Alexandre Stein, mise en scène de Nikolaï Okhlopkov
- 1957 : L'Homme à la retraite d'Anatoli Sofronov, mise en scène de V. F. Doudine
- 1957 : Marche de campagne d'Alexandre Galitch, mise en scène de V. F. Doudine
- 1957 : Siège no 16 de D. Ougromova, mise en scène de Boris Nikititch Tolmazov
- 1958 : La Petite Étudiante de Nikolaï Pogodine, mise en scène de Boris Nikititch Tolmazov
- 1959 : On ne peut arrêter le jour d'après le scénario d'Alexeï Vladimirovitch Spechneva, mise en scène de Nikolaï Okhlopkov et Alexeï Vassilievitch Kachkine

### Théâtre Sovremennik
- 1959 : Les Voleurs de silence d'Oleg Skatchkov, mise en scène de Sergueï Mikaelian
- 1959 : De Pretore Vincenzo d'Eduardo De Filippo, mise en scène d'Anatoli Efros
- 1960 : Éternellement vivant de Viktor Sergueïevitch Rozov, mise en scène d'Oleg Efremov
- 1960 : Le roi est nu d'Evgueni Schwarz, d'après « Les Habits neufs de l'empereur » de Hans Christian Andersen, mise en scène de Margarita Issaakovna Mikaelian et Oleg Efremov
- 1961 : Le Quatrième de Constantin Simonov, mise en scène d'Oleg Efremov
- 1962 : Deux sur la balançoire de William Gibson, mise en scène de Galina Voltchek
- 1963 : Sans Croix d'après un récit de Vladimir Tendriakov, mise en scène d'Oleg Efremov et Galina Voltchek
- 1964 : Cyrano de Bergerac d'Edmond Rostand, mise en scène d'Igor Kvacha et Oleg Efremov
- 1965 : Toujours en vente de Vassili Axionov, mise en scène d'Oleg Efremov
- 1966 : Une histoire ordinaire scénarisation de Viktor Sergueïevitch Rozov, d'après le roman d'Ivan Gontcharov, mise en scène de Galina Voltchek
- 1967 : Ballade du café triste d'Edward Albee, d'après la nouvelle de Carson McCullers, mise en scène d'Eïvi Erlandsson
- 1967 : Les Décabristes de Leonid Zorine, mise en scène d'Oleg Efremov
- 1967 : Les Membres de Narodnaïa Volia d'Aleksandr Svobodine, mise en scène d'Oleg Efremov
- 1967 : Les Bolcheviks de Mikhaïl Chatrov, mise en scène d'Oleg Efremov et Galina Voltchek
- 1967 : Les Bas-fonds de Maxime Gorki, mise en scène de Galina Voltchek
- 1968 : Les Maîtres de Romil Stoïanov, mise en scène de Vladimir Tsankov

### Théâtre sur Malaïa Bronnaïa
- 1973 : Dom Juan ou le Festin de pierre de Molière, mise en scène d'Anatoli Efros
- 1975 : Le Mariage de Nicolas Gogol, mise en scène d'Anatoli Efros
- 1977 : Un mois à la campagne d'Ivan Tourgueniev, mise en scène d'Anatoli Efros
- 1979 : Le Chemin de Beniamin Issaïevitch Baliasny, d'après le roman « Les Âmes mortes » de Nicolas Gogol, mise en scène d'Anatoli Efros

### Théâtre du Lenkom
- 1986 : Hamlet de William Shakespeare, mise en scène de Gleb Panfilov

### Théâtre Cameride Tel-Aviv
- 1991 : La Mouette d'Anton Tchekhov (en hébreu)
- 1992 : L'Amant de Harold Pinter (en hébreu)

### L'Entreprise russe de Mikhaïl Kozakov
- 1992 : Une possible rencontre de Paoul Bartz
- 1994 : Un fils pour l'été de Bernard Slade
- 1996 : La Séance improbable d'après la pièce de Noël Coward, L'esprit s'amuse traduction de Mikhaïl Michine
- 1998 : Present Laughter de Noël Coward, traduction de Mikhaïl Michine
- 2005 : J'ai fait un rêve... spectacle musical et poétique sur des vers de David Samoïlov, avec la participation d'Anastasia Modestova

### Théâtre Komissarjevskaïa
- 1999 : Un fils pour l'été de Bernard Slade

### Théâtre Mossovet
- 1999 : Le Marchand de Venise de William Shakespeare, mise en scène d'Andreï Jitinkine
- 2003 : Le Roi Lear de William Shakespeare, mise en scène de Pavel Khomski

## Mise en scène

### Théâtre Cameri de Tel-Aviv
- 1992 : L'Amant de Harold Pinter

### L'Entreprise russe de Mikhaïl Kozakov
- 1992 : Une possible rencontre de Paoul Bartz
- 1994 : Un fils pour l'été », de Bernard Slade
- 1996 : La Séance improbable d'après la pièce de Noël Coward L'esprit s'amuse traduction de Mikhaïl Michine
- 1998 : Paola et les lions, ou la sublimation de l'Amour d'Aldo de Benedetti, traduction de Tamara Iakovlevna Skouï
- 1998 : Present Laughter de Noël Coward, traduction de Mikhaïl Michine
- 2005 : J'ai fait un rêve... spectacle musical et poétique sur des vers de David Samoïlov, avec la participation d'Anastasia Modestova

### Théâtre Komissarjevskaïa
- 1999 : Un fils pour l'été de Bernard Slade, avec la collaboration d'Ivan Krasko

### Théâtre «École des pièces modernes» de Moscou
- 2007 : De nulle part, avec amour d'après les œuvres de Joseph Brodsky, avec la collaboration de Vladimir Katchan

## Filmographie
Acteur
- 1956 : Meurtre dans la rue Dante (Убийство на улице Данте) de Mikhaïl Romm : Charles Thibault
- 1960 : Eugénie Grandet de Sergueï Alexeïev : Charles Grandet
- 1960 : Le Ciel de la Baltique (Балтийское небо) de Vladimir Venguerov :
- 1961 : L'Homme amphibie de Vladimir Tchebotariov et Guennadi Kazanski : Zurita
- 1962 : Neuf jours d'une année de Mikhaïl Romm, Valéry Ivanovitch
- 1965 : Pont en construction (Строится мост) de  Oleg Efremov : Mamedov
- 1971 : Goya, l'hérétique de Konrad Wolf, Guillemardet
- 1974 : Un chapeau de paille de Leonid Kvinikhidze, comte Achille de Rosalba
- 1972 : Grand maître (Гроссмейстер) de Sergueï Mikaelian : Victor
- 1976 : Jaroslaw Dabrowski de Bohdan Poręba, Andreï Vassiliev
- 1982 : La Porte Pokrovski de Mikhaïl Kozakov, Kostik
- 1983 : Les Demidov de Yaropolk Lapchine, von Biron
- 1995 : La Folie de Gisèle d'Alekseï Outchitel, Akim Volynski
- 2007 : L'Amour-carotte d'Alexandre Strijenov, le docteur Kogan
- 2008 : L'Amour-carotte 2 de Maxime Pejemski, idem
- 2011 : L'Amour-carotte 3 de Sergueï Guinzbourg, idem
- 2011 : Boris Godounov (Борис Годунов) de Vladimir Mirzoev

Réalisateur
- 1982 : La Porte Pokrovski